# Chaubardia
Chaubardia é um género botânico pertencente à família das orquídeas (Orchidaceae). Foi proposto por Reichenbach f., em Botanische Zeitung. Berlin 10: 661, em 1852. A espécie tipo é a Chaubardia surinamensis Rchb.f.. O nome do gênero é uma homenagem a Chaubard, botânico francês do século XIX.

## Distribuição
Vegetativamente, trata-se de gênero de transição entre Promenaea e Cochleanthes, que abriga cinco pequenas espécies epífitas, de crescimento cespitoso, que habitam as florestas tropicais quentes e úmidas da crescimento cespitoso e a Mata Atlântica brasileira.

## Descrição
Apresentam pseudobulbos pequenos, de forma ovóide, sem folhas no seu ápice, ou então apenas uma pequena folha atrofiada, separados por rizoma muito curto e com Baínhas foliares basilares decrescentes dispostas de ambos os lados, de lâminas membranáceas articuladas com a Bainha, flácidas, herbáceas, acanoadas. A [[inflorescência]] cresce a partir da axila das Baínhas foliares, é uniflora, ereta ou tombada pelo peso da flor.
As flores possuem sépala dorsal lanceolada e sépalas laterais do mesmo tamanho, porém assimétricas, livres; pétalas mais estreitas e curtas que as sépalas, oblongo-lanceoladas. O labelo é algo versátil, inserido no pé da coluna, simples ou dotado de pequenas auriculas basilares que não se constituem em verdadeiros lobos, com de calosidade alta denteada e circular na base da grande e variável lâmina anterior. coluna carnosa, semi terete, com extremidade alargada, sem ou com pequeno pé na base. A antera é terminal e apresenta dois pares de polínias cerosas.

## Lista de espécies
- Chaubardia gehrtiana (Hoehne) Garay (1969)
- Chaubardia heloisae (Ruschi) Garay (1969)
- Chaubardia heteroclita (Poepp. & Endl.) Dodson & D.E. Benn. (1989)
- Chaubardia klugii (C. Schweinf.) Garay (1973)
- Chaubardia surinamensis Rchb. f. (1852)
- Chaubardia pacuarensis ?